# Harry Bellaver
Enricho "Harry" Bellaver, född 12 februari 1905 i Hillsboro, Illinois, USA, död 8 augusti 1993 i Nyack, New York, USA av lunginflammation, var en amerikansk skådespelare. Han är mest känd för att ha medverkat i TV-serierna Naked City och Another World samt filmen Härifrån till evigheten. 
Bellaver var son till italienska immigranter som förtjänade sitt uppehälle som kolgruvearbetare i Illinois. Bellaver avbröt sin skolgång i sjätte klass för att arbeta för Teamsters samtidigt som han tjänstgjorde som dräng och kolgruvearbetare tills han fick ett stipendium till Brookwood Labor College i Katonah, New York, där han kom att medverka i skolpjäser. Under andra världskriget turnerade han längs frontlinjerna och agerade både arrangör och skådespelare och framförde showen "Over 21" tillsammans med Vivian Vance och hennes dåvarande make Philip Ober. 
Han hade även en lång karriär på Broadway som varade från 1931 till 1972 och han medverkade i över 20 större produktioner - han gjorde bland annat rollen som Sitting Bull i originalversionen av Annie Get Your Gun från 1946, en roll som han fick gestalta på scen hela 1147 gånger och även repriserade i filmversionen från 1967. 

## Filmografi i urval
- 1939 - Gäckande skuggan kommer tillbaka
- 1945 - Huset vid 92:dra gatan
- 1949 - Farlig väg
- 1950 - Dödspasset
- 1951 - The Adventures of Ellery Queen (gästroll i TV-serie)
- 1951 - Hej tomtegubbar
- 1953 - Härifrån till evigheten
- 1954 - Den stora diamantkuppen
- 1955 – Dej ska jag ha!
- 1956 - Det surrar, det surrar
- 1957 - Mord på 10:e gatan
- 1957 - Alfred Hitchcock presenterar (gästroll i TV-serie)
- 1958 - Den gamle och havet
- 1958-1963 - Naked City (TV-serie)
- 1964 - Another World (TV-serie)
- 1966 - En skön galenskap
- 1967 - Annie Get Your Gun
- 1972 - Fyra smarta bovar
- 1976 - Kojak (gästroll i TV-serie)
- 1976 - Demonen
- 1980 - Hero at Large
- 1985 - Mördande dessert